# Cryptotis gracilis
Cryptotis gracilis är en däggdjursart som beskrevs av Miller 1911. Cryptotis gracilis ingår i släktet pygménäbbmöss, och familjen näbbmöss. IUCN kategoriserar arten globalt som sårbar. Inga underarter finns listade i Catalogue of Life.
Arten förekommer i bergstrakter i Costa Rica och Panama. Den vistas i regioner mellan 1800 och 3400 meter över havet. Habitatet utgörs av bergsskogar och av buskstäppen Páramo. Antagligen kan honor para sig hela året och per kull föds 1 till 4 ungar.